# Марк Эмилий Эмилиан
Марк Эми́лий Эмилиа́н (лат. Marcus Aemilius Aemilianus; ок. 207, Менинкс — сентябрь 253, Сполетий) — римский император в 253 году.

## Биография
Эмилиан родился в римской провинции Мавретания. Согласно источнику 4-го века «Извлечения о жизни и нравах римских императоров» (лат. Epitome de Caesaribus), он родился на Джибре (лат. Gibra, современная Джерба, остров у побережья Туниса) и был по происхождению мавр. Тот же самый источник сообщает, что он родился в 207 году. Историк 12-го века Иоанн Зонара называл его не мавром, а ливийцем (то есть выходцем из западного Египта-восточной Ливии). Он был женат на Корнелии Супере, которая была африканского происхождения. Год их свадьбы неизвестен, но вероятнее всего они поженились до того, как Эмилиан покинул Африку.
Мало что известно о карьере Эмилиана, кроме того, что в 251—252 годах он получил от императора Требониана Галла звание наместника одновременно Мёзии и Паннонии.
Требониан Галл стал императором после гибели Деция Траяна от рук готского короля Книва в битве при Абритусе, а затем должен был руководить борьбой со вспышкой чумы в Риме, которая опустошала Рим. Он не был популярен в армии, в основном из-за унизительных договоров, подписанных в 251 с готами и с напавшим на Сирию царём Персии Шапуром I. По словам Иоанна Антиохийского, в момент своего назначения в Мёзию, Эмилиан уже был исполнен зависти к Галлу и замышлял заговор против него. Он также был противником римского сената.
Эмилиан отказался платить налоги за 253 год, а вместо этого стал использовать эти деньги в своих целях и для поддержки своих легионов.
Летом 253 года готы, во главе с царем Книвой, выступили с протестом, что не получили дань с римлян в соответствии с договором 251 года и пересекли границу, напав на Каппадокию, Песинию и Эфес. Эмилиан получил командование армией с приказом защитить эти области. Однако, после недавнего поражения в битве при Абритусе боевой дух в войсках был крайне низок. Эмилиан обратился к ним, напомнив о римской чести и будущей дани с готов. Римляне застали готов врасплох, убив большинство из них, и, преследуя их на их территории, захватили добычу и освободили пленных римлян. Римские солдаты, собранные Эмилианом, провозгласили его императором.
Эмилиан оставил вверенные ему провинции и со всеми своими людьми, быстро отправился в Рим, чтобы встретиться со своим противником прежде чем тот сможет получить подкрепление. В то время как Эмилиан двигался к Риму по Фламиниевой дороге, он был провозглашён «врагом государства» по решению римского сената, а Требониан Галл и его сын и соправитель Волузиан вышли из Рима, чтобы встретиться с Эмилианом. Две армии встретились у города Интерамна (современный Терни) в южной Умбрии и Эмилиан выиграл сражение. Требониан Галл и Волузиан бежали с немногими сторонниками на север, вероятно, для того чтобы выиграть время до прибытия подкреплений, но вскоре были убиты некоторыми из своих охранников.
Эмилиан вошёл в Рим. Сенат, после короткого сопротивления, признал его императором. Получил имена Благой (лат. Pius), Счастливый (лат. Felix), Отец Отечества (лат. Pater Patriae), провозглашён трибуном и был возведён в сан верховного понтифика. Однако, он не был возведён в консульство (возможно, по причине его несенаторского происхождения). Монеты его чеканки демонстрируют желание Эмилиана выглядеть, прежде всего, в качестве военного командира, который был в состоянии победить готов в то время как никто не считал это возможным и потому являющимся именно тем человеком, который способен восстановить могущество Римской империи.
Однако, после того, как рейнские легионы объявили императором Валериана, солдаты Эмилиана, опасаясь гражданской войны и силы Валериана, взбунтовались. Через четыре месяца правления Эмилиан был заколот кинжалами собственными солдатами в Умбрии неподалёку от Сполето или, по другой версии, у Красного (лат. Sanguinarium) моста, между Орикулумом и Нарнией (на полпути между Сполето и Римом), и признали Валериана как нового императора. После его смерти, которая произошла в период с конца июля по середину сентября 253 года, против Эмилиана была объявлено damnatio memoriae, проклятие памяти.
Вполне возможно, что узурпатор Силбаннак был офицером, оставленным Эмилианом в Риме до выступления против Валериана.